# モウラ短絡線
モウラ短絡線（モウラたんらくせん、英語: Moura Short Line）は、オーストラリア・クイーンズランド州グラッドストン市 (en:Gladstone Regional Council) のParanaからバナナ市 (en:Shire of Banana) のモウラ駅 (Moura) までを結ぶQR（クイーンズランド鉄道）の鉄道路線である。単にモウラ線 (Moura Line) とも呼ばれる。
モウラ短絡線からはいくつかの支線が分岐している。この記事ではこれらの支線についても述べる。

## 概要

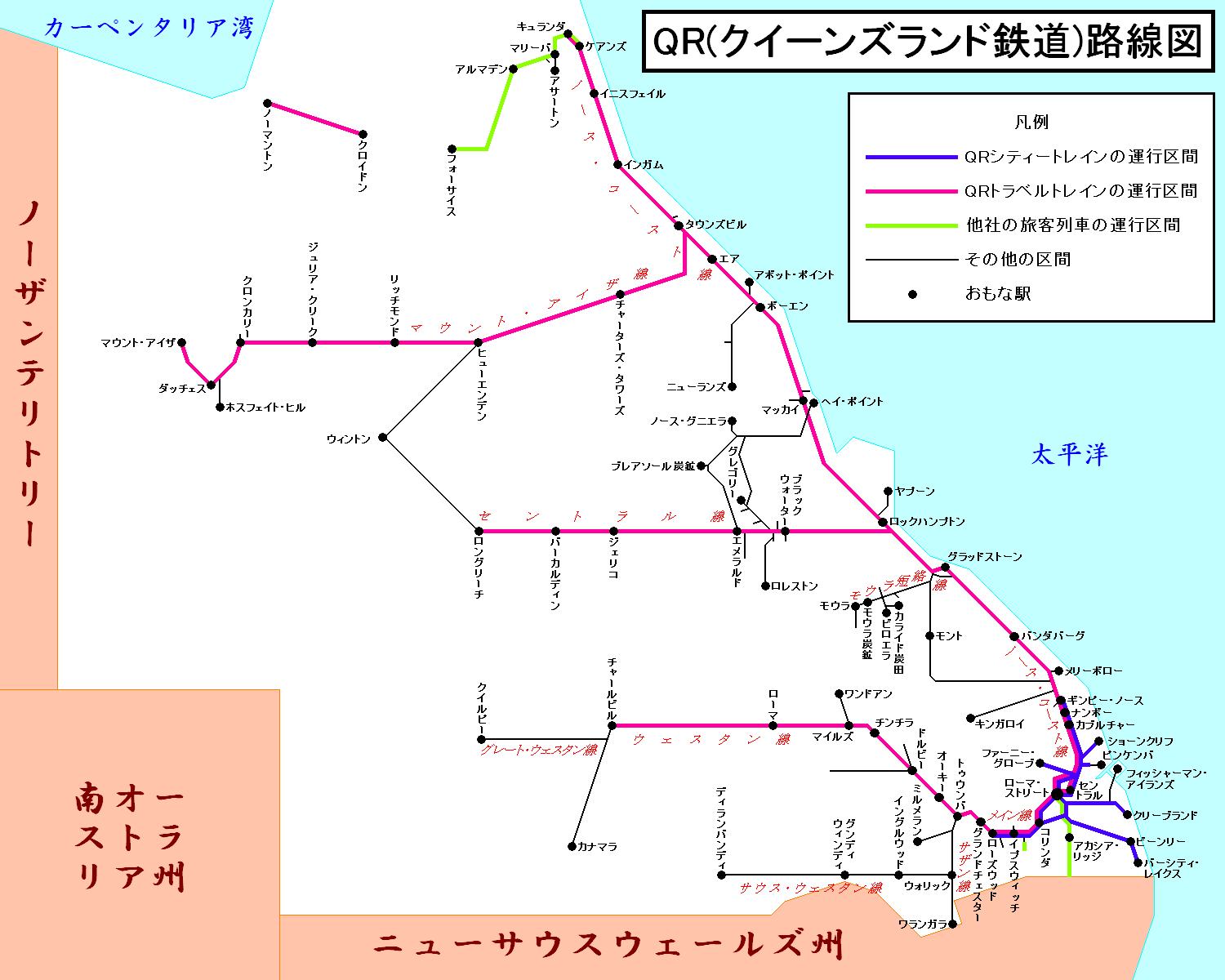
QR（クイーンズランド鉄道）路線図

東海岸のグラッドストン地区 (en:Gladstone, Queensland) と内陸のビロエラ地区 (en:Biloela, Queensland) やモウラ地区 (en:Moura, Queensland) を結び、石炭輸送を主体とする路線である。起点のParanaでノース・コースト線から分岐して南側をバイパスし、Callemondahで再びノースコースト線と接続したあと南西に約180km進むと終点のモウラ駅に至る。
Annandale（Paranaから121.60km）では Boundary Hill への短い支線が南に分岐している。Earlsfield（Paranaから128.39km）ではKoorngooへの支線が北西に、ビロエラ駅への支線が南南東に分岐し、さらにビロエラ駅の手前のDakenbaではカライド炭田駅 (Callide Coalfields) への支線が東に分岐しており、これらはカライド・バレー支線 (Callide Valley branch) とも呼ばれる。終点のモウラ駅ではGoolaraへの支線が南に続いており、これはドーソン・バレー支線 (Dawson Valley branch) とも呼ばれる。
ドーソン・バレー支線やカライド・バレー支線はモウラ短絡線が開業する以前からあり、元々はセントラル線Kabraから分岐する支線であった。モウラ炭田やカライド炭田からはこの支線を経由してロックハンプトン地区 (en:Rockhampton, Queensland) を通るルートで列車が運行されていた。1968年にモウラ短絡線が開業しグラッドストン地区への短絡ルートが形成されると、Kabraに向かう区間は廃止された。

### 路線データ
- 路線距離:
  - Parana - モウラ駅 : 191.48km （Callemondah - Graham （約18km）はCallemondah - モント駅間の路線と重複）
    - （支線） Annandale - Boundary Hill : 5.968km
    - （支線） Earlsfield - Koorngoo : 11.35km
    - （支線） Earlsfield - ビロエラ駅 : 21.78km
      - （支線の支線） Dakenba - カライド炭田駅 : 14.03km

    - （支線） モウラ駅 - Goolara : 41.20km
- 軌間: 1067mm
- 複線区間: なし（全線単線）
- 電化区間（交流25,000V、50Hz）: Parana - Callemondah

## 運行形態
当路線ではQRナショナルが貨物列車を運行している。モウラ炭鉱駅 (Moura Mine)、Boundary Hill、カライド炭田駅から石炭輸送列車がグラッドストーン地区まで運行されている。モウラ地区では石炭以外の貨物列車もあり、モウラ駅、Koorngoo、ビロエラ駅、Goolaraには穀物の積み込みのための側線がある。
定期旅客列車は運行されていない。

## 歴史
Parana - モウラ駅
1968年にParana - モウラ駅間のモウラ短絡線が開業し、モウラ地区・ビロエラ地区とグラッドストーン地区が直接結ばれた。
Earlsfieldで接続する支線（Koorngoo - ビロエラ駅・カライド炭田駅間以外は廃止）
カライド・バレー支線はRannesでドーソン・バレー支線から分岐してKoorngoo、Earlsfield、ビロエラ駅を経由して1925年にThangoolまで、1932年にLawgiまで開業した。さらにモント駅 (Monto) まで延伸しノース・コースト線Mungarからの支線とCallemondahからの支線に接続する計画もあったが実現しなかった。1953年にDakenbaからカライド炭田駅への支線が開業した。モウラ短絡線の開業後、Koorngoo以北は廃止された。ビロエラ駅 - Lawgi間も廃止された。
モウラ駅で接続する支線（モウラ駅 - Goolara 間以外は廃止）
1917年にバララバ駅 (Baralaba) まで開業していたドーソン・バレー支線が、さらにモウラ駅、Goolaraを経由して1927年にTheodoreまで延伸開業した。モウラ短絡線の開業後、モウラ駅以北は廃止された。Goolara - Theodore間も廃止された。

## 新線計画
Moura Link - Aldoga Rail
ウィギンズ島石炭ターミナルの新設に合わせて、ノース・コースト線 Mount Larcom 付近からモウラ短絡線までを結ぶ路線の新設が計画されている。
スラット盆地鉄道
モウラ短絡線Belldeen - モウラ炭鉱駅間からワンドアン駅までを結ぶ約210kmのスラット盆地鉄道 (en:Surat Basin railway) の新設が計画されている。ワンドアン駅はウェスタン線マイルズ駅で北北西に分岐する支線の終点である。これが実現すればスラット炭田からグラッドストーン地区およびブリスベン地区までが鉄道で結ばれる。